# Simon Duteil
 (mai 2023).
 (mai 2023).
La mise en forme du texte ne suit pas les recommandations de Wikipédia : il faut le « wikifier ».
Les points d'amélioration suivants sont les cas les plus fréquents. Le détail des points à revoir est peut-être précisé sur la page de discussion.
- Les titres sont pré-formatés par le logiciel. Ils ne sont ni en capitales, ni en gras.
- Le texte ne doit pas être écrit en capitales (les noms de famille non plus), ni en gras, ni en italique, ni en « petit »…
- Le gras n'est utilisé que pour surligner le titre de l'article dans l'introduction, une seule fois.
- L'italique est rarement utilisé : mots en langue étrangère, titres d'œuvres, noms de bateaux, etc.
- Les citations ne sont pas en italique mais en corps de texte normal. Elles sont entourées par des guillemets français : « et ».
- Les listes à puces sont à éviter, des paragraphes rédigés étant largement préférés. Les tableaux sont à réserver à la présentation de données structurées (résultats, etc.).
- Les appels de note de bas de page (petits chiffres en exposant, introduits par l'outil «  Source ») sont à placer entre la fin de phrase et le point final[comme ça].
- Les liens internes (vers d'autres articles de Wikipédia) sont à choisir avec parcimonie. Créez des liens vers des articles approfondissant le sujet. Les termes génériques sans rapport avec le sujet sont à éviter, ainsi que les répétitions de liens vers un même terme.
- Les liens externes sont à placer uniquement dans une section « Liens externes », à la fin de l'article. Ces liens sont à choisir avec parcimonie suivant les règles définies. Si un lien sert de source à l'article, son insertion dans le texte est à faire par les notes de bas de page.
- La présentation des références doit suivre les conventions bibliographiques. Il est recommandé d'utiliser les modèles {{Ouvrage}}, {{Chapitre}}, {{Article}}, {{Lien web}} et/ou {{Bibliographie}}. Le mode d'édition visuel peut mettre en forme automatiquement les références.
- Insérer une infobox (cadre d'informations à droite) n'est pas obligatoire pour parachever la mise en page.

Pour une aide détaillée, merci de consulter Aide:Wikification.
Si vous pensez que ces points ont été résolus, vous pouvez retirer ce bandeau et améliorer la mise en forme d'un autre article.
Simon Duteil, né le 12 octobre 1979 au Havre (Seine-Maritime) est un syndicaliste français. Il a été co-délégué général de l'Union syndicale Solidaires avec Murielle Guilbert du 15 octobre 2020 au 25 avril 2024.
Il est un des acteurs clef du mouvement social contre le projet de réforme des retraites en France de 2023.

## Biographie
Simon Duteil est fils d'infirmiers.
Il est titulaire d'un doctorat d'histoire contemporaine Enseignants coloniaux à Madagascar, 1896-1960 qu'il soutient en 2009,.
Il obtient ensuite le concours du CAPES d'histoire-géographie et enseigne en collège à Saint-Denis (Seine-Saint-Denis) où il habite. Il a deux enfants.

### Engagement syndical
Durant ses études, Simon Duteil milite au sein de la fédération SUD Étudiant, dont il deviendra un des secrétaires fédéraux entre 2000 et 2003.
Enseignant, il est syndiqué à SUD éducation. Entre 2011 et 2016, il est co-secrétaire de l'Union locale SUD Solidaires Saint-Denis et participe à l'Union départementale Solidaires 93,.
Il est élu au Secrétariat national de l'Union syndicale Solidaires (USS) en 2017.

### Co-délégué général de Solidaires
Il est mandaté avec Murielle Guilbert à la co-délégation générale de l'Union syndicale Solidaires au congrès extraordinaire de Saint-Denis en octobre 2020.

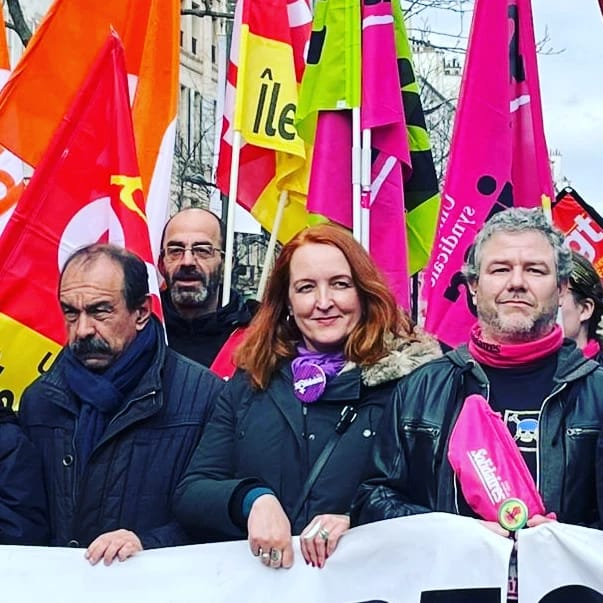
Philippe Martinez, Murielle Guilbert et Simon Duteil.

En tant que co-délégué général, Simon Duteil est, aux côtés de Philippe Martinez (CGT), Sophie Binet (CGT), Laurent Berger (CFDT), Marylise Léon (CFDT), Frédéric Souillot (FO), Benoit Teste (FSU), Cyril Chabanier (CFTC), François Hommeril (CFE-CGC) un des membres de l'intersyndicale qui s'oppose à la réforme des retraites du gouvernement d'Élisabeth Borne. À ce titre, il prend avec Murielle Guilbert de nombreuses positions publiques au nom de Solidaires,,,,,,,,,,.
Il défend l'unité intersyndicale et le maintien d'une intersyndicale après la mobilisation de la réforme des retraites,.
Il quitte la co-délégation générale au congrès de Toulouse (avril 2024). Le rapport d'activité, qui fait le bilan de la période,, est adopté a une large majorité. Il est remplacé à la co-délégation générale, par Julie Ferrua, toujours en binôme avec Murielle Guilbert.

## Articles et ouvrages
- Simon Duteil et Murielle Guilbert, Nous sommes une partie de la solution, Les Utopiques no 17, été 2021
- Simon Duteil, L’écologie, moteur de la transformation sociale, Les Utopiques no 15, hiver 2020
- Éric Beynel, Annick Coupé, Simon Duteil, Anaïs Enjalbert, Gérard Gourguechon (coord.), Découvrir Solidaires, l'Union syndicale, éditions de l'Atelier, 2018
- Simon Duteil, Une victoire malgré tout ? Retour sur la lutte des Retraites et le mouvement du 5 décembre, Les Utopiques no 13, printemps 2020
- Simon Duteil, L’interprofessionnelle à proximité, Les Utopiques no 4, 2016